# Manchurochelys
Manchurochelys is een geslacht van uitgestorven schildpadden uit de familie Macrobaenidae. Het leefde tijdens het Vroeg-Krijt van wat nu het noordoosten van China is. Het is gevonden in de Jianshangou-bedding van de Yixianformatie in West Liaoning. Het is echter een zelden gevonden fossiel en was verwant aan Kirgizemys.

## Naamgeving
Manchurochelys werd voor het eerst benoemd door Endo en Shikama in 1942 en bevat de enige soort Manchurochelys manchoukuoensis (soms verkeerd gespeld als Manchurochelys manchouensis). Een tweede soort, Manchurochelys liaoxensis, werd benoemd in 1995, maar bleek later een soort van Ordosemys te zijn. Het is af en toe in de familie Sinemydidae geplaatst, hoewel wordt gezegd dat het waarschijnlijker tot de familie Macrobaenidae behoort.

## Kenmerken
Manchurochelys had een platte schedel, klein in het neusgebied, maar zonder supramarginale schubben. Hij had ook een heel plat schild, een kruisvormig buikschild, maar geen mesoplastra. Manchurochelys leefde mogelijk in de meren van het Vroeg--Krijt in het noorden van China en vertoonde een levensstijl die vergelijkbaar was met die van de huidige waterschildpadden.

## Soorten
- Manchurochelys liaoxiensis
- Manchurochelys manchouensis